# Miss Brasil Continentes Unidos
Miss Brasil Continentes Unidos trata-se de um título dado a uma candidata indicada pela empresa denominada "Concurso Nacional de Beleza" - a mesma organização que envia candidatas ao Miss Mundo e outros concursos internacionais - durante o ano da realização do concurso nacional. Não trata-se de um concurso de beleza realizado anualmente como por exemplo o Miss Mundo Brasil, e sim de uma nomeação. O país participa da competição desde que ela iniciou, em 2006 e já obteve duas vitórias. Anualmente mais de trinta países dos cinco continentes participam do certame internacional anualmente no Equador.

## Histórico

### Antiga organização
A indicação para o concurso internacional teve início no ano de 2006 - sob o comando da Gaeta Promoções e Eventos, a mesma que realizava, até 2011, o envio de candidatas ao concurso internacional de Miss Universo - sendo sempre a terceira colocada do Miss Brasil que representaria o seu país no certame, exceto Juliana Pina Mendonça que ficou em quinto lugar no Miss Brasil 2006. Esta organização foi responsável pelas boas colocações do país na competição latina, tendo obtido três semifinalistas e duas colocações entre as três primeiras posições.

### Novo comando
Em 2012 o comando de definir a representante brasileira no Miss Continentes Unidos passou para a MMB Produções & Eventos, do empresário Henrique Fontes. Sob nova direção, duas brasileiras já conseguiram o título máximo, em 2012, com Camila Serakides, segunda colocada no Miss Mundo Brasil 2012 e em 2015 com Nathália Lago, nono lugar no Miss Mundo Brasil 2015. Atualmente Camila é Sports Motivator pelas redes sociais e mãe do Nicolas, já Nathália ainda continua trabalhando como modelo e em 2017 representou Roraima no Miss Brasil 2017.

## Indicadas
Legenda
- Declarada como vencedora.

| Ano  | Vencedoras                | Estado             | Origem         | I  | A    | Colocação              | R      |
| 2006 | Juliana Pina Mendonça     | Bahia              | Ilhéus         | 18 | 1.75 |                        | [ 2 ]  |
| 2007 | Vivian Noronha Cia        | Paraná             | Umuarama       | 23 | 1.72 | Semifinalista (Top 06) | [ 3 ]  |
| 2008 | Cynthia Cordeiro e Souza  | Goiás              | Goiânia        | 25 | 1.80 | Semifinalista (Top 06) | [ 4 ]  |
| 2009 | Denise Ribeiro Aliceral   | Distrito Federal   | Brasília       | 19 | 1.80 | 2º. Lugar              | [ 5 ]  |
| 2010 | Marylia Bernardt Lila     | Paraná             | Medianeira     | 21 | 1.77 | 3º. Lugar              | [ 6 ]  |
| 2011 | Danielle Knidel Soares    | Acre               | Porto Acre     | 21 | 1.79 | Semifinalista (Top 06) | [ 7 ]  |
| 2012 | Camila de Lima Serakides  | Tocantins          | Belo Horizonte | 23 | 1.78 | VENCEDORA              | [ 8 ]  |
| 2013 | Thainara Cristina Latenik | Santa Catarina     | Herval d'Oeste | 21 | 1.73 |                        | [ 9 ]  |
| 2014 | Camila Andrade Nantes     | Mato Grosso do Sul | Campo Grande   | 19 | 1.74 | Semifinalista (Top 10) | [ 10 ] |
| 2015 | Nathália Paiva Lago       | Pará               | Castanhal      | 24 | 1.73 | VENCEDORA              | [ 11 ] |
| 2016 | Taynara Gargantini        | Paraná             | Paranavaí      | 26 | 1.75 | 4º. Lugar              | [ 12 ] |
| 2017 | Emanuelle Costa           | Pará               | Belém          | 24 | 1.76 |                        | [ 13 ] |
| 2018 | Gleycy Correia            | Rio de Janeiro     | Macaé          | 23 | 1.72 |                        | [ 14 ] |
| 2019 | Thylara Brenner           | Santa Catarina     | Itajaí         | 26 | 1.79 |                        | [ 15 ] |
| 2022 | Larissa Barros            | Piauí              | Teresina       | 26 | 1.74 | Semifinalista (Top 10) | [ 16 ] |

### Premiações Especiais
- Miss Simpatia: Marylia Bernardt (2010)
- Miss Fotogenia: Vívian Noronha Cia (2007)

## Curiosidades
- (2007): Vivian Noronha se tornou um ano depois Rainha Hispano Americana 2008, na Bolívia.
- (2009): Por sua altura, Denise Ribeiro já foi jogadora profissional de vôlei, em Brasília, sua cidade natal.
- (2010): Marylia Bernardt nasceu em Medianeira, mas se mudou ainda pequena para São Miguel do Iguaçu.[17]
- (2011): Danielle Knidel participou da primeira edição do "Beleza na Comunidade", realizado pela Rede Record.
- (2012): Camila Serakides trouxe o primeiro título para o Brasil em 2012. Ela é mineira e representou o Tocantins.
- (2013): Thainara Latenik nasceu no município de Herval d'Oeste mas representou Joaçaba no Estadual.[18]
- (2014): Devido a um contratempo, Camila Nantes não disputou algumas etapas do concurso internacional.[19]
- (2016): Taynara Gargantini foi a miss mais no limite de idade a representar o Brasil no concurso, 26 anos.
- (2018): Gleycy Correia faleceu em 2022 por complicações de uma cirurgia de amigdalite.[20]

## Conquistas

### Por Estado

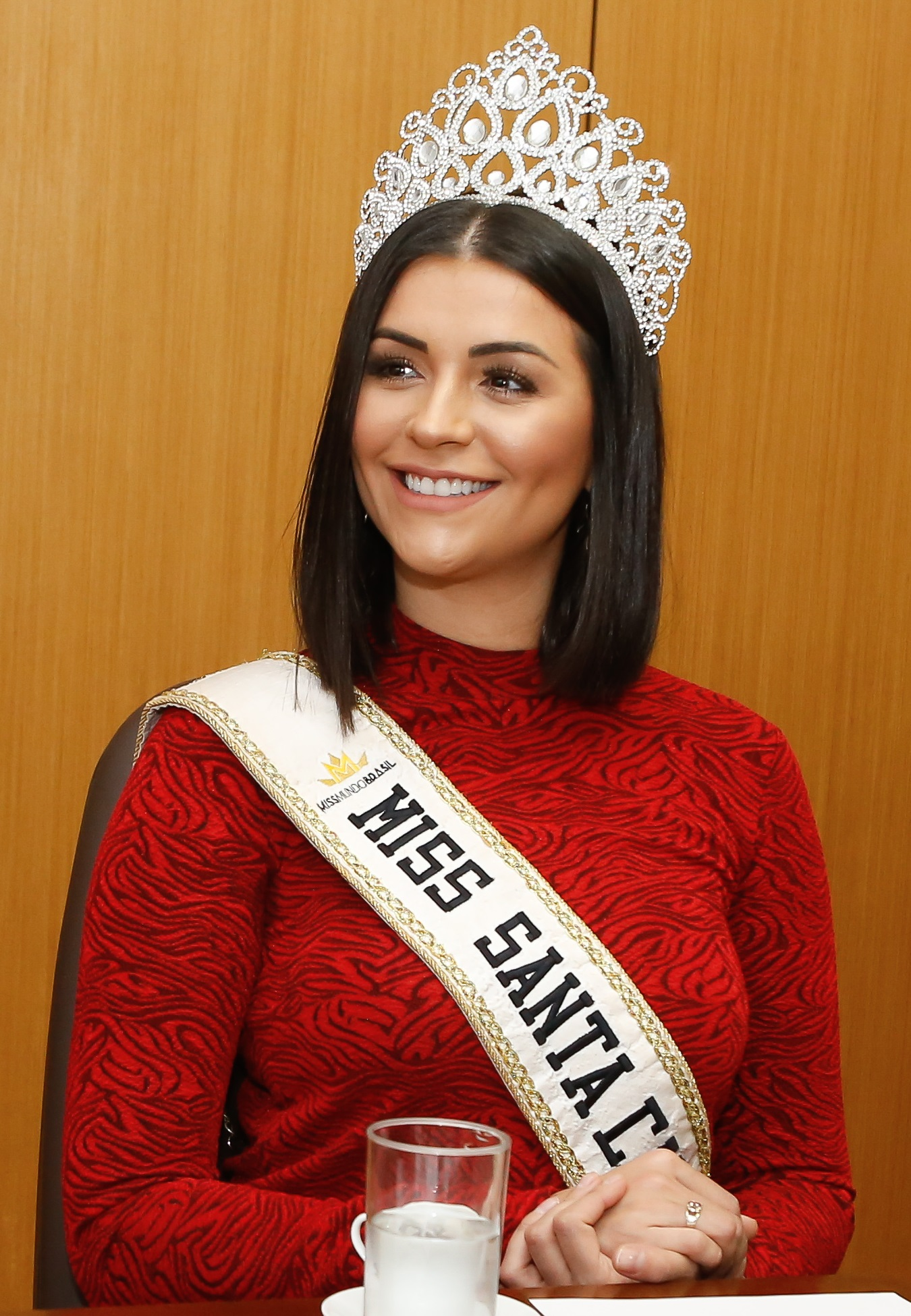
A catarinense representante do Brasil na disputa de 2019, Thylara Brenner.

| Títulos | Estados            | Vitórias         |
| 3       | Paraná             | 2007, 2010, 2016 |
| 2       | Santa Catarina     | 2013, 2019       |
| 2       | Pará               | 2015, 2017       |
| 1       | Piauí              | 2022             |
| 1       | Rio de Janeiro     | 2018             |
| 1       | Mato Grosso do Sul | 2014             |
| 1       | Tocantins          | 2012             |
| 1       | Acre               | 2011             |
| 1       | Distrito Federal   | 2009             |
| 1       | Goiás              | 2008             |
| 1       | Bahia              | 2006             |

### Por Região
| Total | Região       | Última Vitória |
| 5     | Sul          | (2019)         |
| 4     | Norte        | (2017)         |
| 3     | Centro-Oeste | (2014)         |
| 2     | Nordeste     | (2022)         |
| 1     | Sudeste      | (2018)         |